# Stinkmorchelverwandte
Die Stinkmorchelverwandten (Phallaceae) sind eine Familie der Pilze innerhalb der Ordnung der Stinkmorchelartigen (Phallales).

## Merkmale

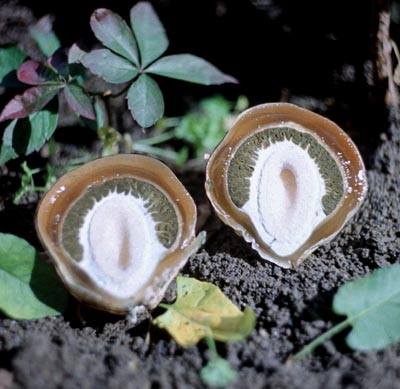
Durchgeschnittenes Hexenei (Phallus impudicus)

Die Stinkmorchelverwandten sind gasteroid; haben also Sporen, die sich im Inneren der Fruchtkörper entwickeln. Die Fruchtkörper gehen aus gelatinösen, kugel- oder eiförmigen Strukturen, sog. „Hexeneiern“ hervor, die vollständig oder teilweise im Boden vergraben sind. Die Peridie, die äußere Hülle des Hexeneis, ist weiß-lila oder rötlich gefärbt und besteht aus 2–3 Schichten. Die äußere Schicht ist dünn, membranös und elastisch, während die innere Schicht dick, gelatinös und von fester Beschaffenheit ist. Bei Reife öffnet sich die Peridie am Scheitel und bleibt als Volva an der Basis des Receptaculums zurück.
Der fruchtbare Teil des Receptaculums befindet sich oft am Ende eines fleischigen oder schwammigen Stieles, welcher zylindrisch, stern- oder gitterförmig aufgebaut sein kann. Das Receptaculum ist oft leuchtend gefärbt und besteht manchmal aus einer gitter- oder netzförmigen Membran, welche die Sporen umschließt und schützt. Die Sporenmasse (Gleba) ist olivgrün, gelatinös, bei den meisten Arten übelriechend und zerfließt mit der Zeit. Die Gleba entwickelt sich entweder auf der Oberfläche eines Hutes oder dem oberen Teil des Receptaculums.
Die Basidien sind schmal-keulenförmig oder spindelförmig, kurzlebig und bestehen aus 4–8 Sterigmata. Die Sporen sind normalerweise elliptisch oder zylindrisch geformt, hyalin oder blassbraun, glatt, mehr oder weniger glattwandig und haben eine stumpfe Basis.

## Gattungen
Es sind folgende Gattungen beschrieben:
- Aporophallus Möller (1895): Diese monotypische Gattung umfasst eine Art, Aporophallus subtilis, die in Brasilien gefunden wurde. Die Fruchtkörper ähneln denen der Gattung Phallus, unterscheiden sich jedoch durch die fehlende Öffnung am Scheitel des Huts (Pileus) und dessen gelatinöse Beschaffenheit.[3]

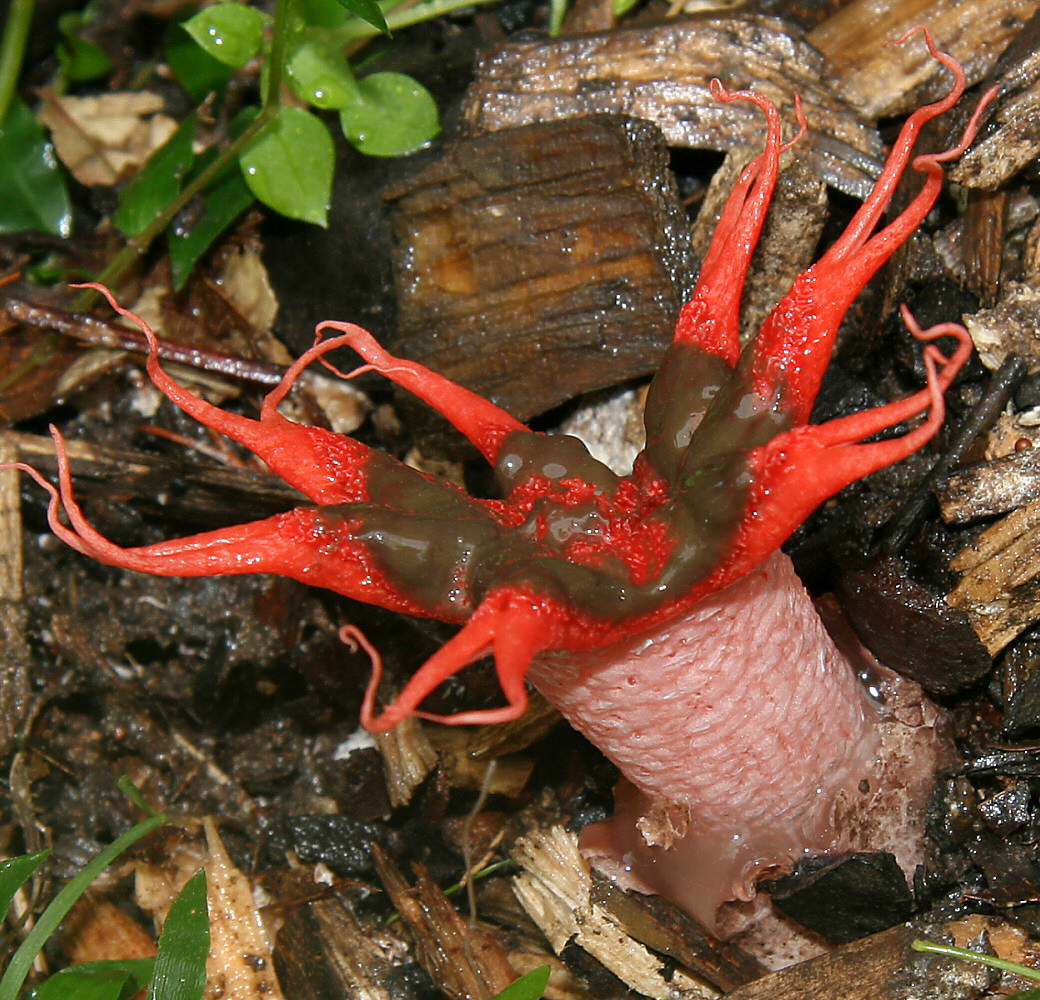
Aseroe rubra

- Aseroe Labill. (1800): Reife Fruchtkörper bestehen aus einem rauen, zylindrischen, weiß oder rosa gefärbten Stiel, der ungefähr 6 × 2 cm groß wird und an der Basis eine Volva trägt. An der Spitze befindet sich eine hellrote Scheibe, die von einer variablen Anzahl an Armen, typischerweise 3–7 cm lang, umgeben wird. Die Gleba, welche sich auf der Scheibe und den Innenflächen der Arme befindet, ist schleimig, übel riechend und grün gefärbt. Die Sporen sind hyalin und werden 4–6 × 1,5–2 µm groß.[4] Aseroe rubra, eine australische und pazifische Art, hat sich auch in Europa und Nordamerika ausgebreitet.

- Blumenavia Möller (1895): Das Receptaculum besteht aus 3–6 weißen oder orangen Säulen, die oben verschmolzen, aber frei an der Basis sind. Die Gleba befindet sich auf Sporenschleim-Strukturen, „Glebiferen“, welche die Innenflächen der Säulen überziehen.[5] Die Gattung umfasst drei Arten, welche in Südamerika und Afrika verbreitet sind.

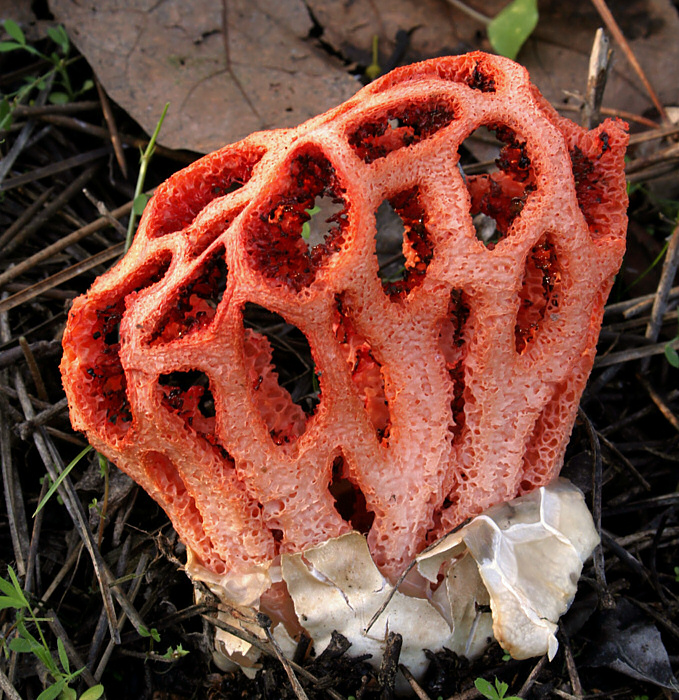
Clathrus ruber

- Clathrus P.Micheli ex L.: Die Fruchtkörper sind vergittert und bestehen aus hohlen, tubularen Armen, welche aus basalem Gewebe innerhalb der Volva hervorgehen. Die Sporen sind elliptisch, glatt, hyalin und werden 4–6 × 1,5–2,5 µm groß.[6] Zu den bekanntesten Arten gehören Clathrus ruber, der Rote Gitterling, Clathrus archeri, der Tintenfischpilz und Clathrus columnatus, der Säulen-Gitterling.

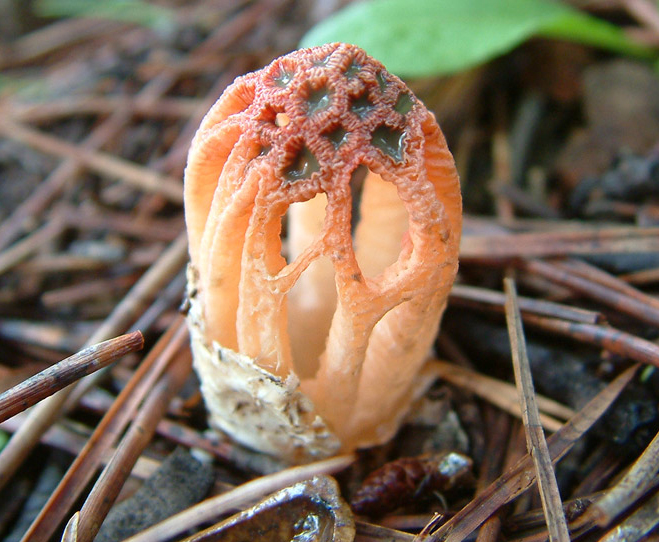
Colus hirudinosus

- Colus Cavalier & Séchier (1835): Eine Gattung mit vier Arten. Das Receptaculum besteht aus einem kurzen Stiel, von dem sechs Säulen ausgehen, welche sich oben wiederum zu einer roten Gitterkugel vereinigen. Die Gleba ist auf der Innenseite des Receptaculums verschmiert.[6]

- Echinophallus Henn. (1898): Diese monotypische Gattung aus Neuguinea umfasst eine Art, Echinophallus lauterbachii, welche an indusiumtragende Arten der Gattung Phallus erinnert. Von diesen unterscheidet sie sich durch den glatten, faltigen Pileus, von dessen Unterseite ein kürzeres Indusium herabhängt. Die Exoperidie des Hexeneis bzw. die Volva wird von stachel- oder warzenartigen Erhebungen bedeckt.[3]

- Endophallus Zang & Petersen (1989): Diese Gattung umfasst eine Art, Endophallus yunnanensis, die in China gefunden wurde und äußerlich an Arten der Gattung Phallus erinnert. Von diesen unterscheidet sie sich durch die Peridie, welche nicht mit der Basis des Stieles verbunden ist und deshalb bei Reife nicht als Volva andauert.[7]

- Ileodictyon Tul. ex M.Raoul (1844): Die Fruchtkörper sind vergittert und bestehen aus gelatinösen Ästen, welche von der Volva ausgehen. Die Sporen sind elliptisch und werden 4–6 × 1,5–2,5 µm groß.[6] Der in Neuseeland heimische „Korbpilz“, Ileodictyon cibarium, erinnert an einen runden oder ovalen Ball, welcher aus miteinander verflochtenen oder vergitterten Ästen zusammengesetzt ist.

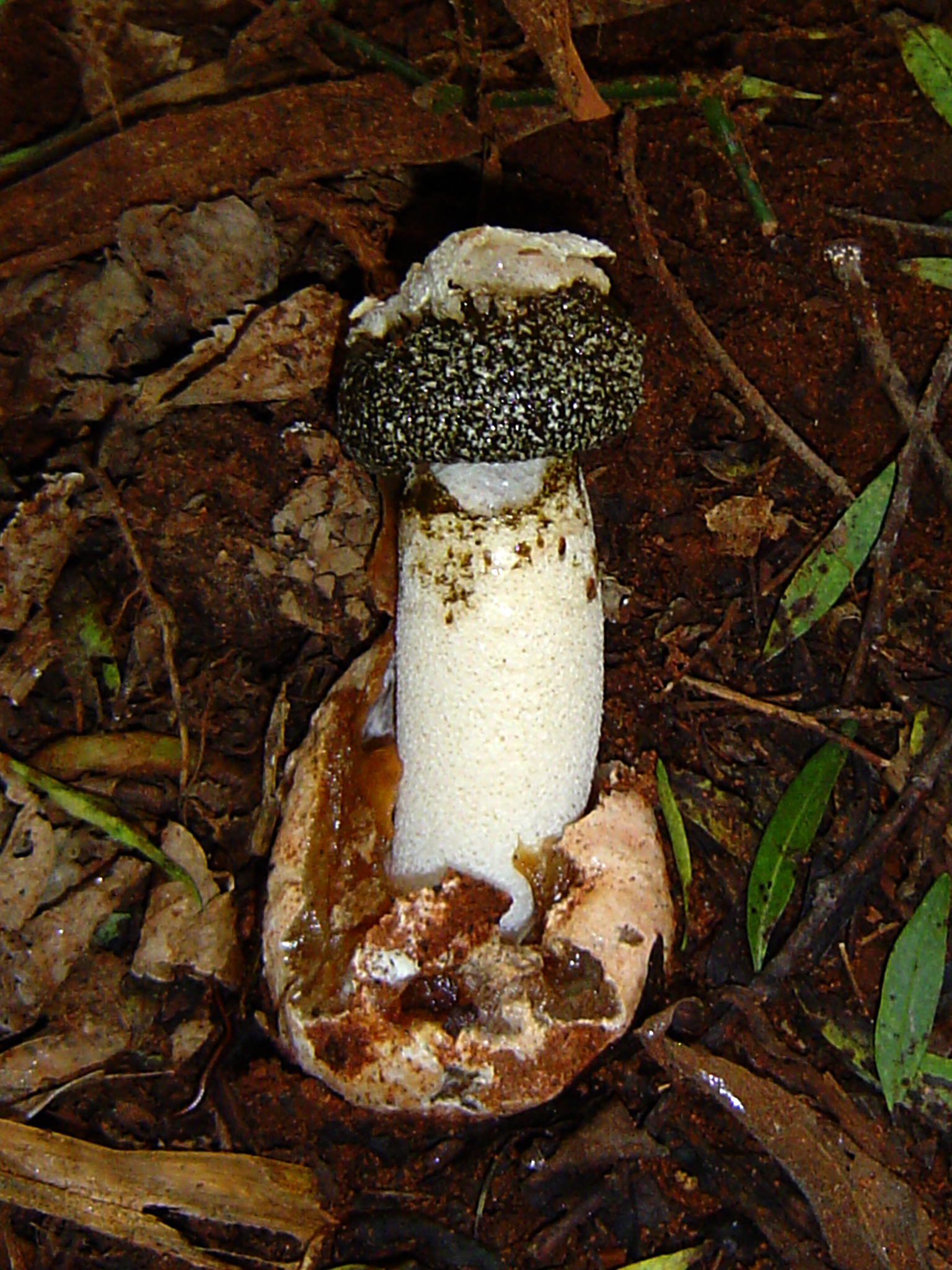
Itajahya galericulata

- Itajahya Möller (1895): Charaktere dieser Gattung umfassen eine weiße Calyptra (Gewebe, welches die Spitze des Fruchtkörpers bedeckt und an dem die Gleba befestigt ist) mit Lamellenplatten, die von der Gleba bedeckt werden. Die Gleba hat eine weiß gesprenkelte Oberfläche und der Pileus erscheint nach Entfernen der Gleba perückenartig. Der dicke, kräftige Stiel besteht aus mehreren, gekammerten Wänden.[7]

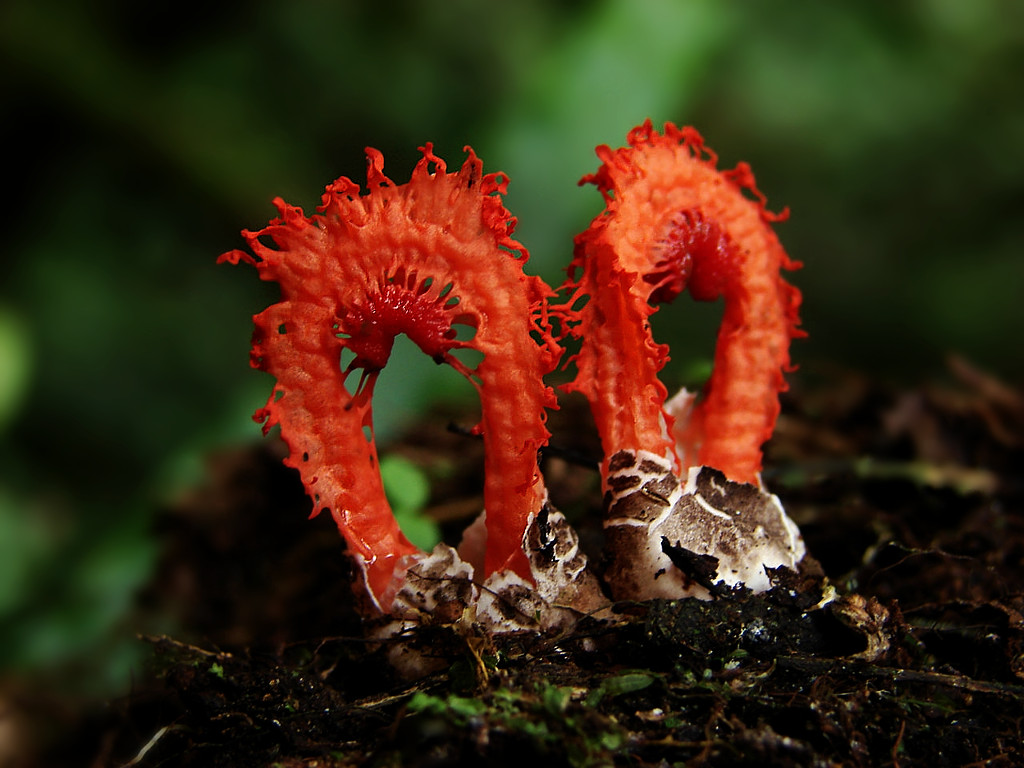
Laternea pusilla

- Laternea Turpin (1822): Das Receptaculum besteht aus 2–4 rosa  oder orangen Armen, die an der Spitze verschmolzen, aber frei an der Basis sind. An der Spitze, wo die Arme verschmolzen sind, bilden sie eine Wölbung, von deren Unterseite eine rötlich-orange Sporenschleim-Struktur, ein "Glebiferum", herabhängt.[5] Die Gattung umfasst zwei Arten, die im tropischen Amerika beheimatet sind.

- Ligiella J.A. Sáenz (1980): Die Fruchtkörper sind 4,5–6,5 cm lang und 2,2–5 cm breit und haben vier bis fünf dicke, weiße und gekammerte Arme, die an der Spitze verbunden, aber frei an der Basis sind. Zu dieser Gattung gehört die monotypische Art Ligiella rodrigueziana, welche nur aus Costa Rica bekannt ist.[8]

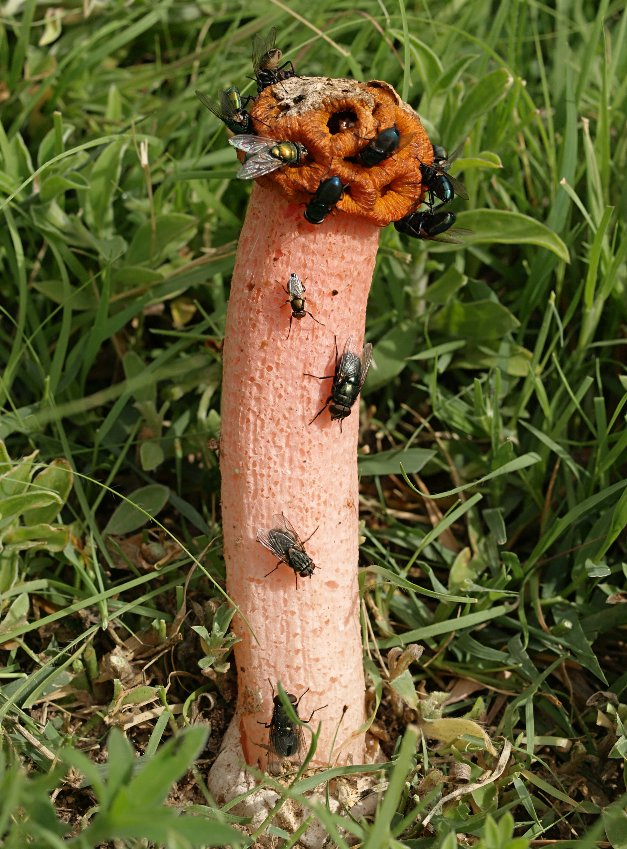
Lysurus periphragmoides

- Lysurus Fr. (1823): Die Fruchtkörper bestehen aus einem langen Stiel, der in 3 bis 4 kurzen Armen endet. Diese Arme, die anfangs miteinander verbunden sind, aber sich bei Reife normalerweise voneinander trennen, werden von der bräunlich-oliven Gleba bedeckt. Die Sporen sind ellipsoid und werden 4–5 × 1,5–2 µm groß.[6]

- Mutinus (Huds.) Fr. (1849): Reife Fruchtkörper weisen einen schwammigen, zylindrisch-hohlen Stiel auf, der in einem schlanker werdenden, von der dunkeloliven Gleba bedeckten „Kopf“ endet. Bei älteren Exemplaren kann die Gleba abgewaschen oder abgetragen sein, sodass die rote oder orange Färbung des Kopfes zum Vorschein kommt. Zu den bekanntesten Arten gehört Mutinus caninus, die Gemeine Hundsrute.

- Neolysurus Orson K. Miller, Ovrebo & Burk (1991): Zu dieser monotypischen Gattung gehört die Art Neolysurus archipulvinus, die aus Costa Rica beschrieben wurde. Wie bei Arten der Gattung Lysurus besteht der Stiel aus einer Röhrenkonstruktion. Neolysurus ist die einzige Gattung der Rutenpilze, deren langer Stiel in Säulen oder Armen endet, die sich verzweigen und miteinander verbinden, um die kissenförmige, olivgrüne Gleba zu tragen. Das Glebakissen wird durch schmale, weißlich bis rosa gefärbte Maschen in vieleckige Abschnitte aufgeteilt. Das Hymenium befindet sich zwischen den Maschen.[6]

- Phallus Junius ex L. (1753): Bei Arten dieser Gattung besteht das Receptaculum aus einem großen, unverzweigten Stiel, der in einer hutartigen, von der Gleba bedeckten Struktur endet. Zu den bekanntesten Arten zählen Phallus impudicus, die Gemeine Stinkmorchel, Phallus hadriani, die Dünen-Stinkmorchel, Phallus ravenelii und Phallus indusiatus, die Tropische Schleierdame.

- Pseudoclathrus B. Liu & Y.S. Bau (1980): Eine Gattung aus China, die fünf Arten umfasst. Das Receptaculum besteht aus mehreren Armen gleichen Durchmessers, die an ihren Spitzen miteinander verschmolzen sind. Die Sporen sind zylindrisch geformt und werden 4,5 x 2,2 µm groß.[9]

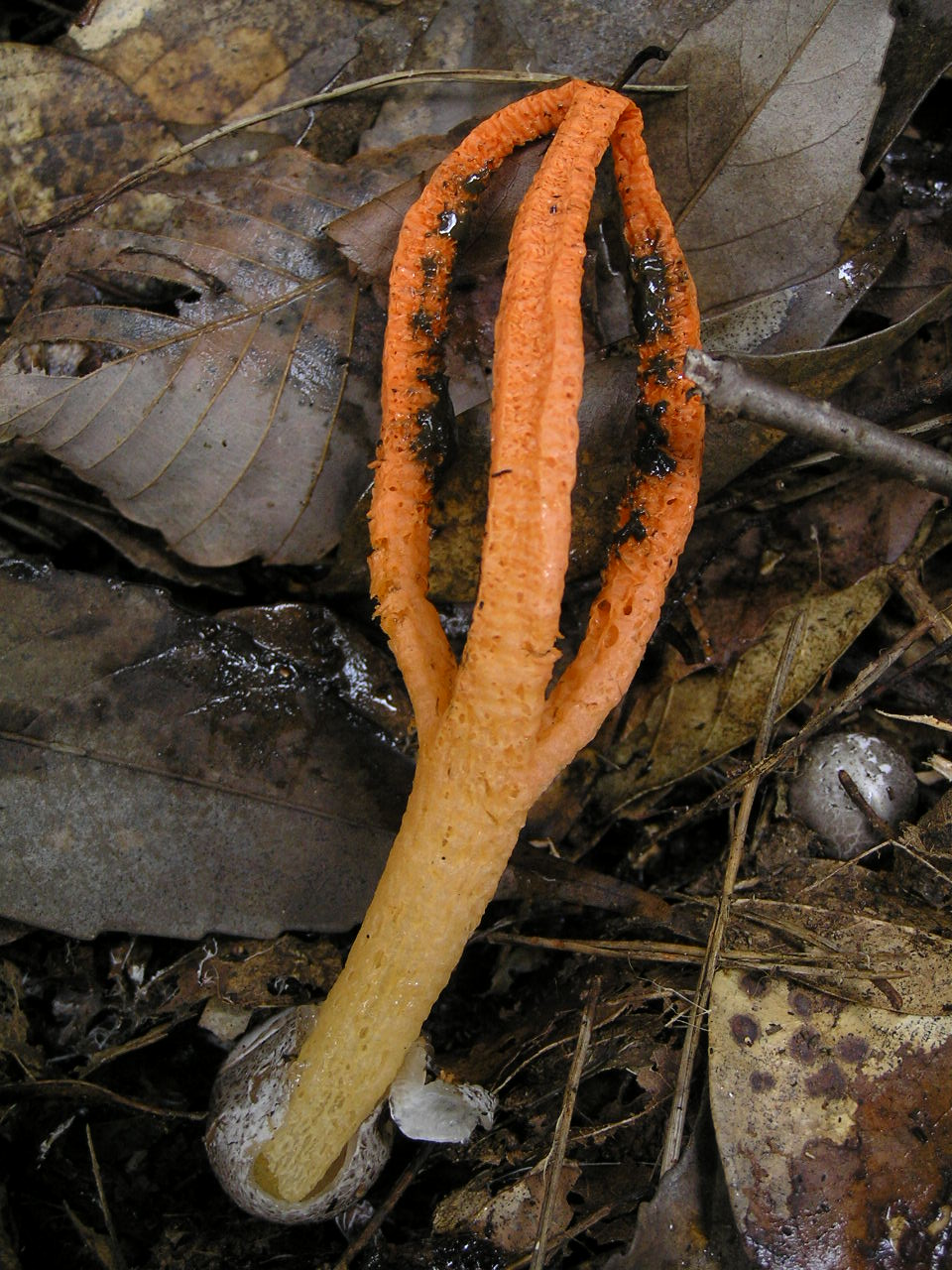
Pseudocolus schellenbergiae

- Pseudocolus Lloyd (1907): Bei dieser tropischen Gattung besteht das Receptaculum aus 3–4 dünnen Armen, die sich an den Spitzen berühren und an der Basis zu einem kurzen Stiel verschmolzen sind.[5] Zu den bekanntesten Arten gehören Pseudocolus fusiformis und Pseudocolus garciae.

- Staheliomyces E. Fischer (1921): Die Fruchtkörper dieser monotypischen Gattung aus dem tropischen Amerika bestehen aus einer hohlen, weißen und zylindrischen Struktur, die 12–16 cm hoch wird und auffällige Löcher und Höhlen aufweist. Die Spitze ist verjüngt oder von eingeklemmtem Erscheinungsbild. Zwischen der Spitze und dem Mittelpunkt des Fruchtkörpers ist ein gürtelartiges Band positioniert, welches die olivgrüne Gleba trägt.[10]